# Ladell Parks
Jeremy Ladell Murph (Nueva Orleans, Luisiana, Estados Unidos; 7 de septiembre de 1990), también conocido como Ladell Parks, es un actor y autor estadounidense. Es más conocido por haber interpretado pequeños papeles en 10 Things I Hate About You, 17 otra vez, Nunca se desvanecen, y película The Amazing Spider-Man 2: Rise of Electro.

## Primeros años
Murph nació y creció en Nueva Orleans, Luisiana hasta que cumplió 7. En Minnesota donde creció como autor de novelas y la música. Más tarde se movió a Los Ángeles para dedicarse a la actuación .

## Vida privada
Murph es un fanático de los juegos competitivos de deportes electrónicos. A menudo juega Mortal Kombat 11 y Super Smash Bros .

## Discografía
Mixtapes
- 2012: Never Serious
- 2013: Deadline
- 2013: Assassination
- 2013: Rags 2 Trash Bags
- 2014: The ILLEST Murph
- 2015: Panda Gang

Álbumes de estudio
- 2015: Khaos Kontrol
- 2017: Jeremy Ladell Murph EP

## Filmografía
| Año       | Película /TV                              | Papel          | Notas     |
| --------- | ----------------------------------------- | -------------- | --------- |
| 2009      | 17 otra vez                               | estudiante     |           |
| 2009—2010 | 10 Things I Hate About You                | Phil Harris    |           |
| 2011—2012 | A Moment with Ladell Parks                | él mismo       | serie web |
| 2012      | Nunca Se Desvanecen                       | Jason Williams |           |
| 2014      | The Amazing Spider-Man 2: Rise of Electro | peatonal       |           |
| 2016      | Watch Dogs 2                              | peatonal       |           |
| 2017      | Bug Out                                   |                | rumoreado |

## Publicaciones

### Juveniles

#### SerieJaden & Jasmine
1. Jaden & Jasmine La maldición del engaño (8 de noviembre de 2020)
2. Jaden & Jasmine Recuerdos Perdidos (9 de noviembre de 2020)
3. Jaden & Jasmine El Chico Nuevo (TBA)

### Adultos
- Risking It All (20 de enero de 2020)

### Otros

#### Trabajos no ficcionales
- Beautiful Deception (6 de junio de 2016)
- Chris & Marcus (2 de agosto de 2017)
- Heaven Empire (10 de noviembre de 2020)
- Escaping The Mob (2 de noviembre de 2019)
- Evil Intentions (2 de diciembre de 2019)
- The Illuminati Contract (12 de diciembre de 2019)